# Viktoriino jezero
Viktoriino jezero, též Victoria Nyanza či Ukerewe (anglicky Lake Victoria), je jezero ve Východní Africe na území Tanzanie (51 %), Keni (6 %) a Ugandy (43 %). Je druhé největší sladkovodní jezero na Zemi po Hořejším jezeru v Severní Americe a největší jezero v Africe. Patří do skupiny Velkých Afrických jezer. Jezero vyplňuje mělkou tektonickou prohlubeň v severní části Východoafrické pahorkatiny a ze severu je zahrazeno lávovým proudem. Má rozlohu 68 800 km². Je maximálně 320 km dlouhé a 275 km široké. Průměrně je hluboké 40 m a dosahuje maximální hloubky 80 m. Objem vody je 2700 km³. Leží v nadmořské výšce 1134 m.

## Pobřeží
Severní, východní a jižní břehy jsou nízké, písčité s množstvím zálivů a poloostrovů. Západní břeh je vyšší a přímý. Celková délka pobřeží je přibližně 7000 km. Větší zálivy jsou Kavirondo a Spika. Jezero je obklopeno savanami, pouze na severozápadě k pobřeží zasahuje vlhký částečně opadavý a částečně věčně zelený les (převážně sekundární). Poblíž východních břehů se těží zlato a diamanty.

## Ostrovy
Na jezeře je mnoho ostrovů o celkové ploše asi 6 000 km². Největší jsou Ukerewe (Tanzanie) a souostroví Ssese (skupina 84 ostrovů v severozápadní části jezera, náležejících Ugandě).

## Vodní režim

historie výšky hladiny jezera

Viktoriino jezero a průběh Východoafrického zlomového pásma

Zdrojem vody jsou atmosférické srážky a přítok mnoha řek, mezi nimiž je nejvodnější Kagera (horní tok Nilu). Průměrný roční příbytek vody činí 114  km³ (16 km³ přítok řek a 98 km³ srážky). Úbytek vody vypařováním je 93 km³. Odtok po Viktoriině Nilu (21 km³) je regulován přehradou hydroelektrárny Owen Falls, která se nachází 2,5 km od odtoku řeky z jezera. Průměrná roční odchylka úrovně hladiny je 0,3 m (maximální 1,74 m). Na jezeře jsou charakteristické bouře, které jsou způsobované uragány v období tropických bouří.
V posledních letech dochází k podstatnému poklesu hladiny jezera, jednak v důsledku poklesu srážek v oblasti spojeného s globálními změnami klimatu, jednak v důsledku odčerpávání vody vodními elektrárnami v Ugandě.

## Fauna a flóra
Základní průmyslové ryby jsou tilapia. Na pobřeží a ostrovech se vyskytuje moucha tse-tse.
V roce 1954 byl ve Viktoriině jezeře vysazen jako nepůvodní druh okoun nilský a způsobil zde ekologickou katastrofu - vyhynutí nebo téměř vyhubení několika stovek původních druhů ryb, zejména cichlid. V tomto jezeře žere hlavně cichlidy rodu Haplochromis, které tak decimuje. Zpočátku byly výlovy okouna nilského ve Viktoriině jezeře malé, ale od počátku 80. let 20. století jeho výlov vzrostl až na 90 % ryb vylovených pomocí vlečných sítí. Okoun nilský v současnosti tvoří významnou část ekonomiky oblastí okolo jezera a výrobky z něj se vyvážejí i do Evropy, USA a na Blízký východ.

## Využití

### Lodní doprava
Na jezeře je rozvinutá místní lodní doprava. Síť vodních cest na jezeře spojuje města a vesnice ležící na březích jezera. Hlavní přístavy jsou Entebbe (Uganda), Mwanza a Bukoba (Tanzanie) a Kisumu (Keňa). Dále Jinja, Port Bell a Musoma.

### Osídlení pobřeží
Jezero je spojeno s pobřežím Indického oceánu železnicemi Kisumu – Mombasa (Keňa) a Mwanza – Tabora – Dar es Salaam (Tanzanie).

## Historie

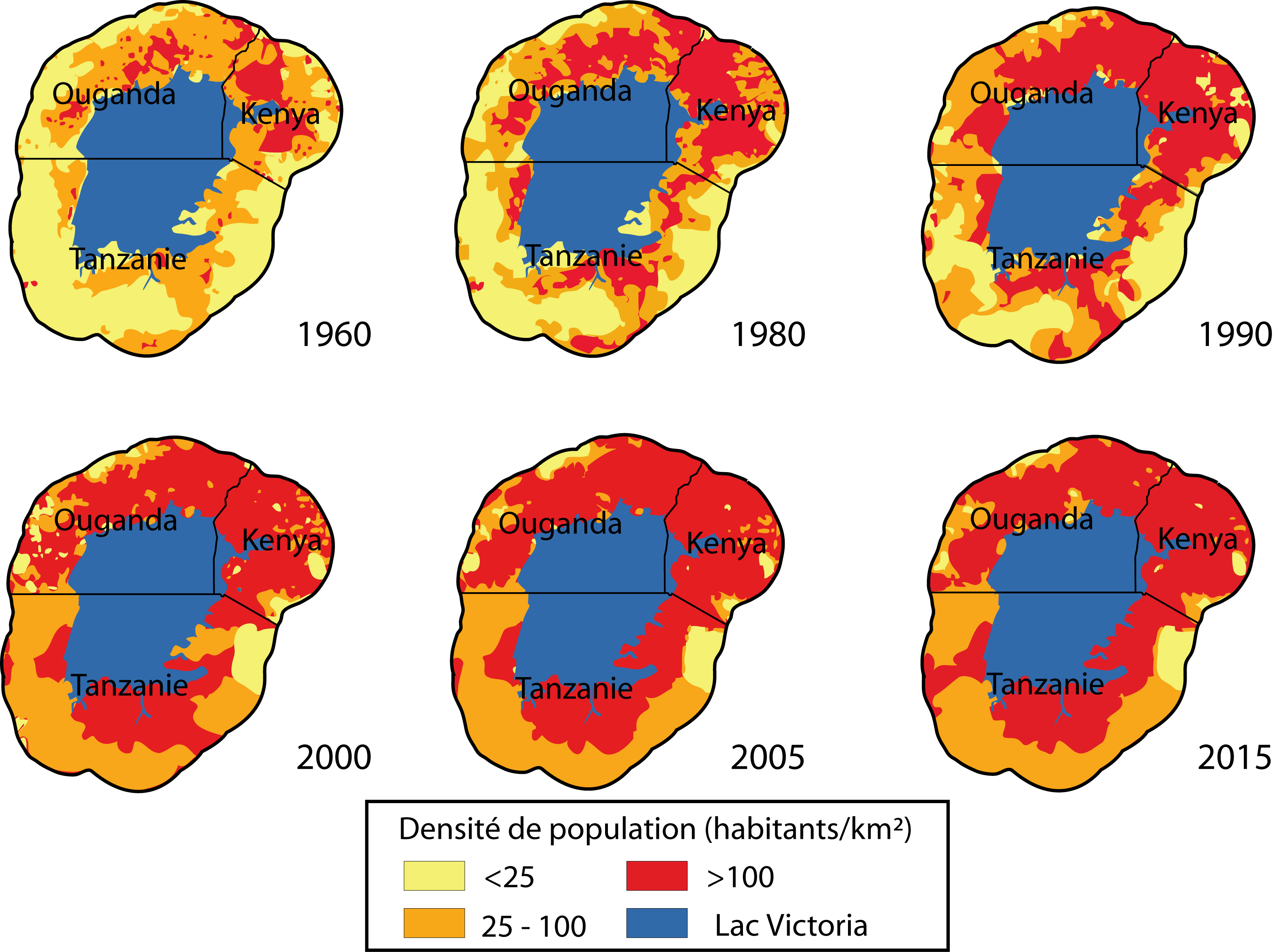
Postupný nárůst hustoty zalidnění v okolí

Místní jazyky v okolí jezera

Jezero vzniklo ve středním antropogénu zároveň se vznikem jezerních propadlin Albertova a Edwardova jezera v centrální africké části Velké příkopové propadliny, čímž byl narušen dřívější odtok do Konžské pánve. Nový systém vyúsťoval na východ k prohnutí pahorkatiny, kde vzniklo obrovské jezero, jehož rozloha byla zvlášť velká v období dešťů. Staré jezero získalo odtok na západ do Albertova jezera a dále do systému Nilu přes Viktoriin Nil vznikem Murchisonových vodopádů. Viktoriino jezero i severně ležící jezero Kyoga jsou pozůstatky starého obrovského jezera. Viktoriino jezero bylo objeveno v r 1858 anglickým cestovatelem Johnem Spekem a bylo pojmenováno na počest britské královny Viktorie.

## Zdravotní rizika
Stejně jako většina jezer tohoto regionu je i Viktoriino jezero zamořeno původcem schistosomózy (dříve též bilharziózy). Právě kvůli této krevní motolici rodu krevnička se stává koupání v jezeře vysoce nebezpečné. K infekci totiž běžně dochází jakýmkoli kontaktem těla s kontaminovanou vodou a může vést až k cirhóze jater, totálnímu ucpání střev, anémii či selhání ledvin.